# 아디다스 브라주카

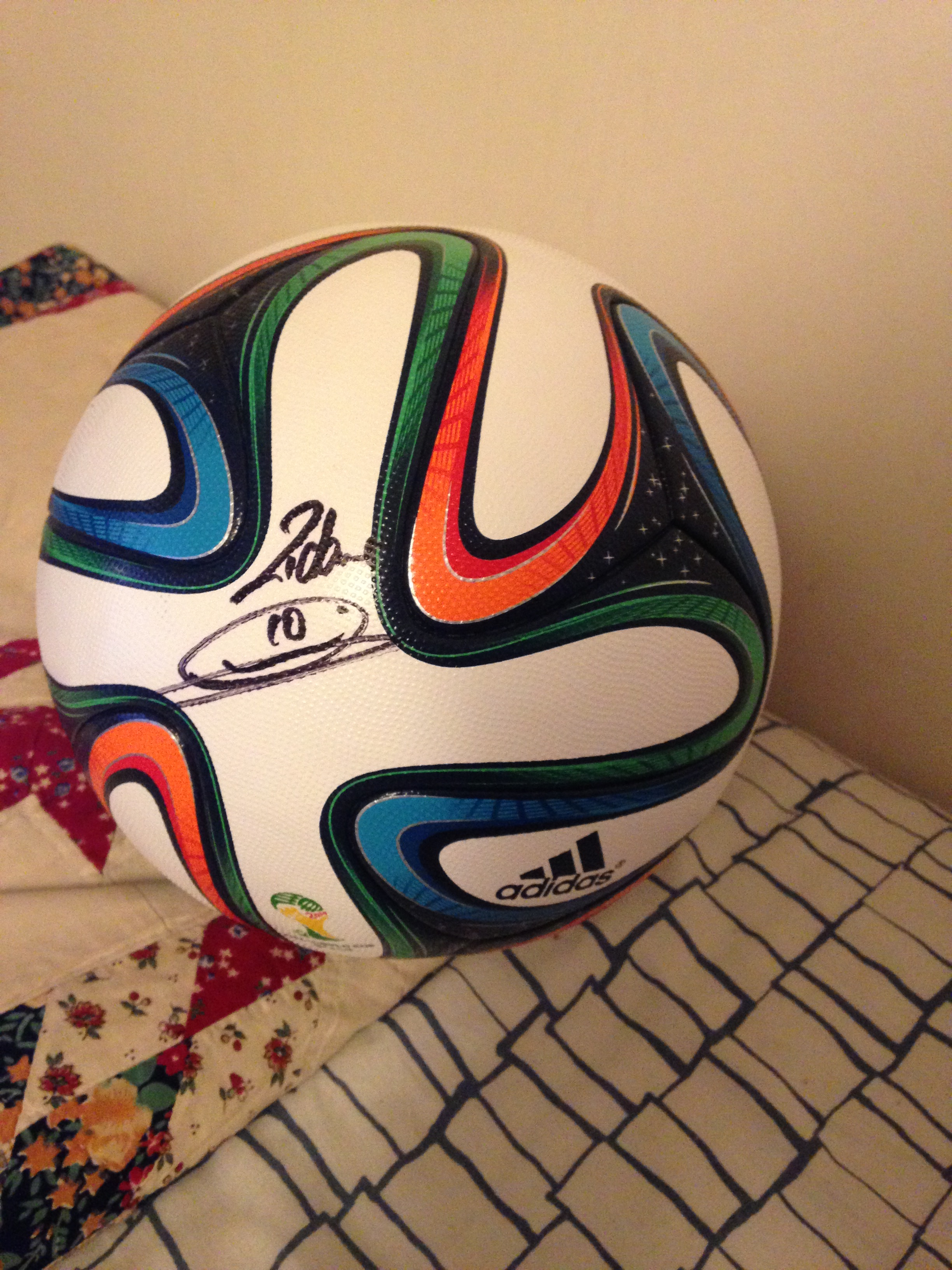
아디다스 브라주카

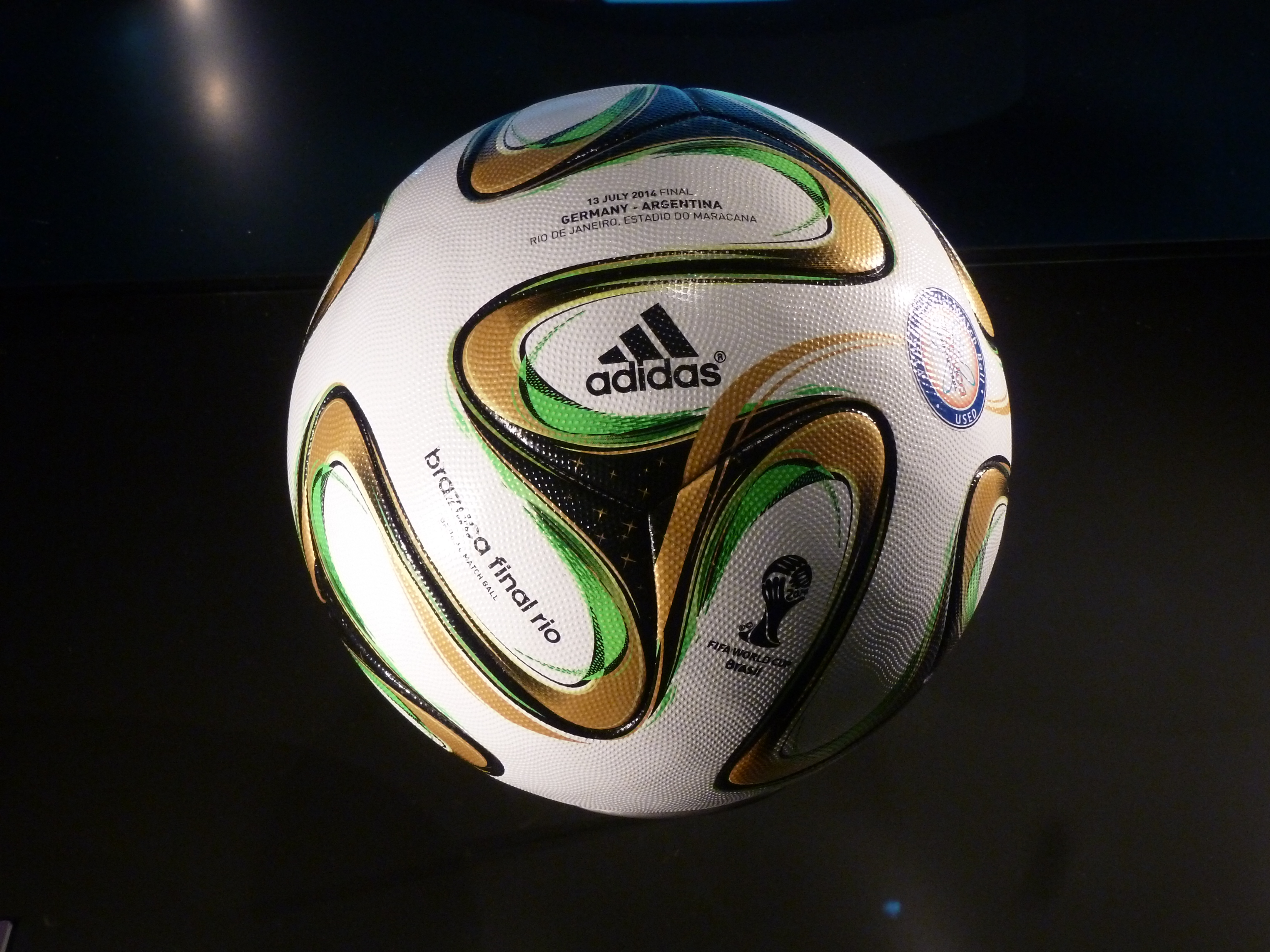
결승전에서 사용된 브라주카 피날 히우

브라주카(포르투갈어: Brazuca)는 브라질에서 열린 2014년 FIFA 월드컵의 공식 경기구이다. 아디다스에서 제작한 축구공이며 FIFA 월드컵 공식 경기구로는 최초로 축구 팬들의 공모를 통해 명명된 공식 경기구이다. 결승전에서는 브라주카 피날 히우(포르투갈어: Brazuca Final Rio)가 사용되었다.

## 명칭
공식 경기구 명칭은 2014년 FIFA 월드컵 조직위원회와 아디다스가 공동으로 실시한 투표에 의해 결정되었다. 약 100만 명 이상에 달하는 브라질의 축구 팬들이 투표에 참가했으며 득표율 77.8%를 기록한 브라주카(Brazuca)가 공식 경기구 명칭으로 결정되었다. FIFA는 '브라주카'가 "브라질인의 삶 속에 있는 국가적인 자부심"을 담고 있는 단어이며 "축구를 대하는 브라질인의 정서, 자부심, 우호"를 담고 있는 단어라고 설명했다. 브라주카(Brazuca)는 "브라질인"을 뜻하는 포르투갈어 속어이며 세계 곳곳에 거주하는 브라질인 디아스포라를 뜻하는 포르투갈어 속어이기도 하다. 그 밖에 보사노바(Bossa Nova, 득표율 14.6%), 카르나발레스카(Carnavalesca, 득표율 7.6%)가 후보로 올랐다.

## 기술적인 특징
아디다스의 마케팅 담당자는 브라주카의 특징을 다음과 같이 설명했다.
- 브라주카는 6개의 폴리우레탄 패널로 만들어졌으며 우천시에도 같은 무게나 구형을 유지할 수 있도록 접합되어 있다.
- 지금까지 없었던 패널 형상을 채용하였기 때문에 경기의 속도와 공의 구형 유지에 큰 진전이 있을 것이예상된다.
- 브라주카의 공기를 넣는 부분은 라텍스로 만들어졌기 때문에 불규칙적인 리바운드를 줄일 것으로 예상된다.
- 2010년 FIFA 월드컵의 공식 경기구였던 자블라니보다 UEFA 챔피언스리그 공식 경기구인 아디다스 피날레 13(adidas' Finale 13)과 사용감이 가까운 편이다.
- 하얀색과 파란색 이외에도 브라질을 연상시키는 초록색, 주황색 등을 사용하였으며 지금까지의 FIFA 월드컵 공식 경기구 중에서 색채가 가장 풍부한 편이다.

## 공개
아디다스는 2014년 FIFA 월드컵 본선 조 추첨을 2일 정도 앞둔 2013년 12월 3일에 리우데자네이루 파르키 라지(Parque Lage)에서 브라주카를 일반에 공개했다.

## 같이 보기
- 2014년 FIFA 월드컵
- FIFA 월드컵 공식 경기구